# 歐氏南鰍
歐氏南鰍（學名：Schistura obeini）為輻鰭魚綱鯉形目條鰍科南鰍屬的其中一種。分布於亞洲寮國湄公河流域，本魚體延長，口下位，具觸鬚3對，體側具10-17條深褐色橫帶，明顯地比間隙寬，頭頂具有蟲紋，在尾鰭基底有一黑色橫帶，尾鰭紅色，其餘魚鰭黃色，側線完整，背鰭軟條12條，臀鰭軟條8枚，體長可達10.5公分，棲息在礫石底質河川底層水域，生活習性不明。

## 扩展阅读
維基物種上的相關：歐氏南鰍